# Boekentoren
De Boekentoren is een 64 meter hoge toren in de Belgische stad Gent naar een ontwerp van de Belgische architect-kunstenaar Henry Van de Velde.  Als de belangrijkste opslagplaats van de Gentse universiteitsbibliotheek is de toren ook een symbool voor de universiteit en de stad Gent. Deze toren rekent men tot de modernistische architectuur en vormt een beeldbepalend element in de stad.

## Geschiedenis
Henry Van de Velde doceerde van 1926 tot 1936 Bouwkunst en Toegepaste Kunsten aan de Gentse Universiteit. In 1933 (hij was toen zeventig) werd hem gevraagd een nieuwe universitaire bibliotheek te ontwerpen. In dezelfde opdracht zaten ook de nieuwe gebouwen voor de instituten van Kunstgeschiedenis, Dierkunde en Farmacie. De bouwplaats was het voormalige De Vreesebeluik of de Cité Ouvrière op de Blandijnberg, het hoogste punt van de stad. Van de Velde opteerde voor een toren als baken van de wetenschap; een vierde toren die zich kon meten met de drie torens waar Gent om bekendstaat: die van de Sint-Niklaaskerk, de Sint-Baafskathedraal en het Belfort. Het ontwerp was omstreden en er kwam zelfs een alternatief plan met een langwerpig gebouw van de tekentafel van architect Armand Cerulus, maar Van de Veldes ontwerp haalde het uiteindelijk toch. In 1935 waren de definitieve plannen klaar. Het werd een toren van 64 meter hoog, met 20 verdiepingen, 4 kelderverdiepingen en een belvedère als uitkijkplatform. Als symbool voor de moderniteit koos Van de Velde een constructie uit beton, waarvan de sokkel bekleed is met arduin. Het grondplan kreeg de vorm van een Grieks kruis, om de verbinding tussen hemel en aarde en de vermenging van tijd en ruimte te symboliseren.
De bouwwerken startten in 1936 en in 1939 waren de ruwbouw en een deel van de afwerking klaar. Het ontwerp omvatte ook de binnenarchitectuur: zwarte ijzeren raamprofielen, vloerpatronen, deurkrukken, meubilair... allemaal uitgetekend volgens de gulden snede. Het uitbreken van de Tweede Wereldoorlog stond de geplande uitvoering echter in de weg. Van de Velde zag zich verplicht om andere materiaalkeuzes te maken. Ook het meubilair werd slechts gedeeltelijk gerealiseerd, vaak met andere materialen dan gepland. De houten leestafels werden ontworpen met een metalen onderstel, maar omdat die grondstof voor de wapenhandel gereserveerd was, werden ze volledig in hout uitgevoerd. Van de vele geplande kunstprojecten bleven enkel die van Karel Aubroeck en Jozef Cantré overeind. Tijdens de oorlog werd de toren door de Duitsers gebruikt als centrum van de luchtafweer.
Voor het pronkstuk van de Boekentoren, de belvedère, werden toch uitzonderlijke materialen gebruikt, omdat die reeds besteld en/of aangekocht waren. Ze waren uitsluitend afkomstig uit België of de toenmalige kolonie Congo. De zuilen zijn gedecoreerd met koloniaal hout, en onder de huidige linoleumvloer ligt het restant van een compleet eikenhouten parketvloer. De trap van de lift naar de eigenlijke belvedèrezaal is opgetrokken in zwarte Doornikse marmer. De vier terrassen zijn met platen van arduinsteen afgewerkt, maar slechts één ervan heeft nog de volledige arduinbekleding.
Het aanpalende gebouw voor het Hoger Instituut voor Kunstgeschiedenis en Oudheidkunde werd afgewerkt, maar de afdelingen voor Dierkunde en Farmacie kwamen er niet. In de jaren 1950 werden op die plaats de nieuwe gebouwen voor de Faculteit voor Letteren en Wijsbegeerte opgetrokken door Eugène Delatte, maar in een andere stijl en met andere materialen dan Van de Velde voorzien had.

## Restauratie

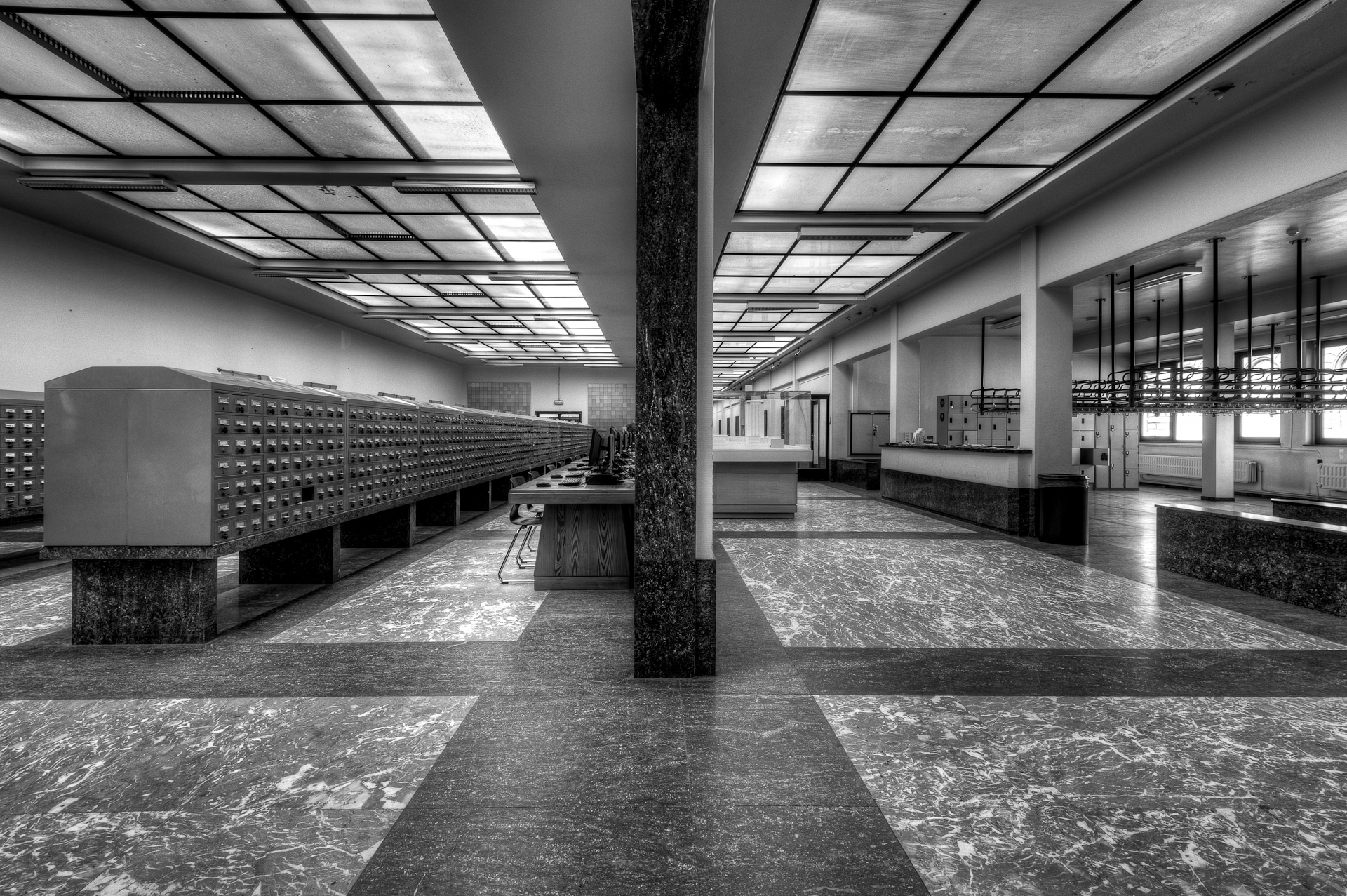
Cataloguszaal en centrale gang gelijkvloers (2012)

De restauratie begon met architectuurliefhebber Andre Singer die een campagne startte om de universiteit bewust te maken van de grote waarde van het gebouw en de noodzaak van restauratie. De toenmalige rector Andre De Leenheer nam de moeilijke taak op zich om fondsen te vinden voor de restauratie op het moment dat de waardering voor het gebouw binnen de universiteit geen evidentie was.  
Op 16 september 2005 besliste de Raad van Bestuur van de Universiteit Gent om 30 miljoen euro te investeren in de restauratie van de Boekentoren. De Universiteit Gent deed beroep op de Vlaamse Bouwmeester om een ontwerper aan te duiden voor de complexe studieopdracht. Via de procedure van de Open Oproep, die garant staat voor het aantrekken van valabele kandidaten, stelde de Vlaamse Bouwmeester een preselectie voor van de tien meest geschikte kandidaten, waaruit hij zelf diegenen die hem het meest adequaat leken selecteerde. De vijf ontwerpteams, aan wie de Universiteit vroeg om hun ruimtelijke visie uit te werken, bestond uit drie Belgische en twee internationale teams. De keuze viel op het Gentse architectenbureau Robbrecht en Daem dat zich laat omringen door een multidisciplinair ontwerpteam.
Op 1 maart 2012 vingen de werken aan met het bouwen van een ondergronds depot in de binnentuin. Dat depot telt drie verdiepingen en kan 45 km materiaal herbergen dat in de goede klimatologische omstandigheden bewaard zal worden.
De bibliotheekdiensten met het studielandschap en de leeszaal  zijn na  restauratie in de zomer van 2021 terug in gebruik genomen. De oostvleugel met kantoorruimtes werd begin 2024 opgeleverd en de werken aan de westvleugel werden in hetzelfde jaar opgestart.

## Trivia
- Boven de belvedère is een waterreservoir om het water meteen ter plaatse te hebben, bijvoorbeeld in geval van brand.
- Ooit werd de belvedère gebruikt als ontspanningszaal voor het personeel. Er bevindt zich onder meer een versleten biljarttafel en enkel de inwoners van de toren weten hoe ze er geraakt is ...
- De toren herbergt circa 3 miljoen of 46 km boeken van de Gentse universiteitsbibliotheek.
- Als symbool voor de moderniteit koos Van de Velde een constructie uit beton, waarvan de sokkel bekleed is met arduin. Het grondplan kreeg de vorm van een Grieks kruis, om de verbinding tussen hemel en aarde en de vermenging van tijd en ruimte te symboliseren.
- De belvedère van de Boekentoren werd in 2006 geselecteerd voor het tv-programma Monumentenstrijd van de VRT. De Boekentoren verzamelde genoeg stemmen om een plaats te verdienen in de tweede ronde waarin drie monumenten per Vlaamse provincie het tegen elkaar opnamen en werd met 48% van de uitgebrachte stemmen geselecteerd als finalist voor Oost-Vlaanderen. In de finale van 19 februari 2007 kon de Boekentoren de hoofdprijs echter niet bemachtigen, die ging naar de Limburgse Stoomstroopfabriek van Borgloon.
- Op 12 november 2018 werd bovenop de Boekentoren een bronzen hond geplaatst. Het dier kijkt naar het oosten, naar de opkomende zon. De op ware grootte, rechtop zittende hond is goed te zien vanop het Sint Pietersplein. Het is een idee van Michiel Hendryckx die zowel de nieuwsgierigheid als de verwondering moet prikkelen. De animalière Greta Van Puyenbroeck creëerde het unieke beeld waarvoor een gladhaar fox terriër model stond.
- Waarnemers met verrekijker kunnen tijdens de Gentse Feesten de bronzen hond op de Boekentoren zien zitten vanop de hoofdtoren van de Sint-Baafskathedraal, kijkrichting pal zuidwaarts.

## Fotogalerij

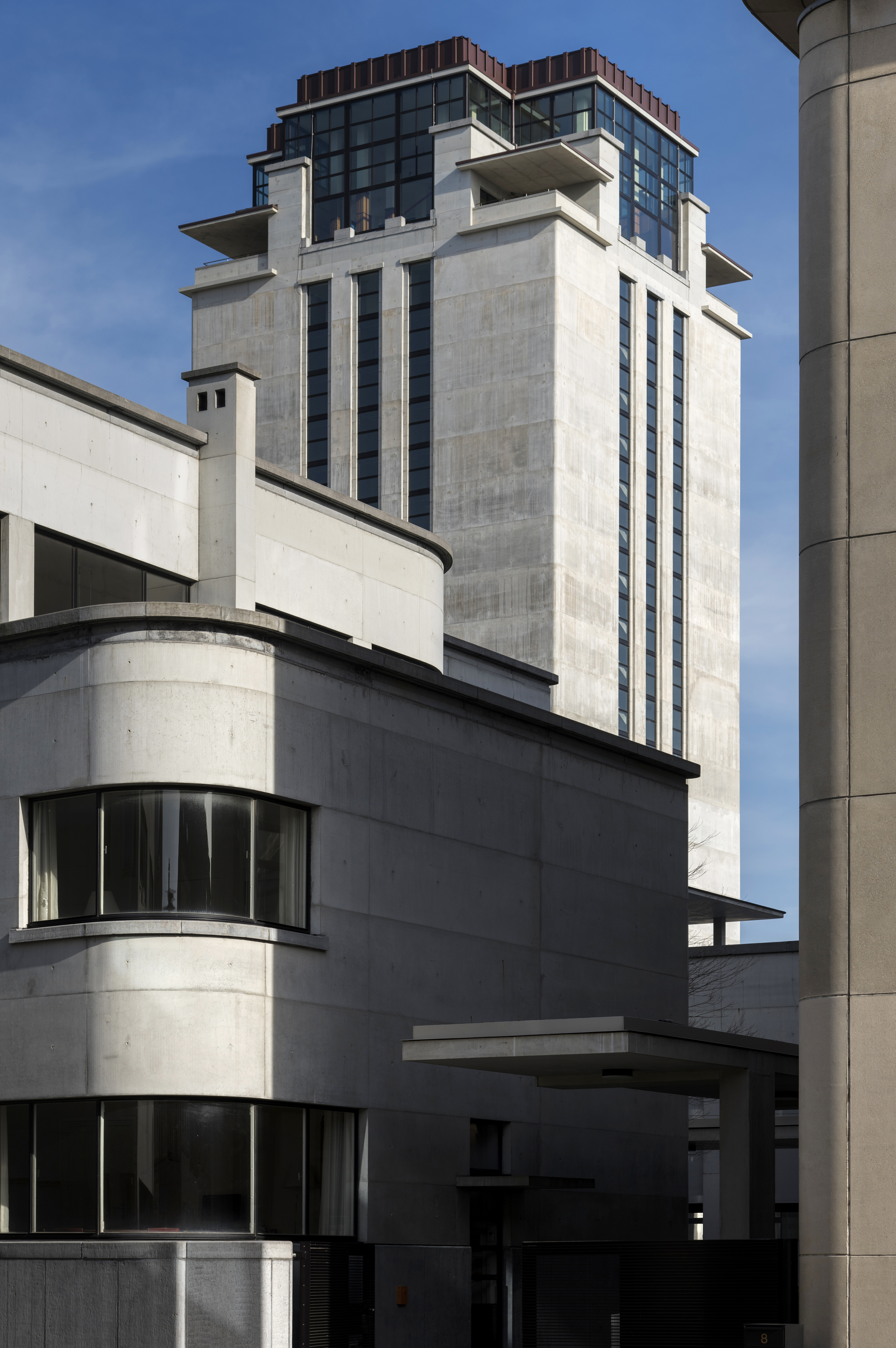
De gerestaureerde Boekentoren gezien vanuit de Sint-Hubertusstraat, met vooraan de conciërgewoning.
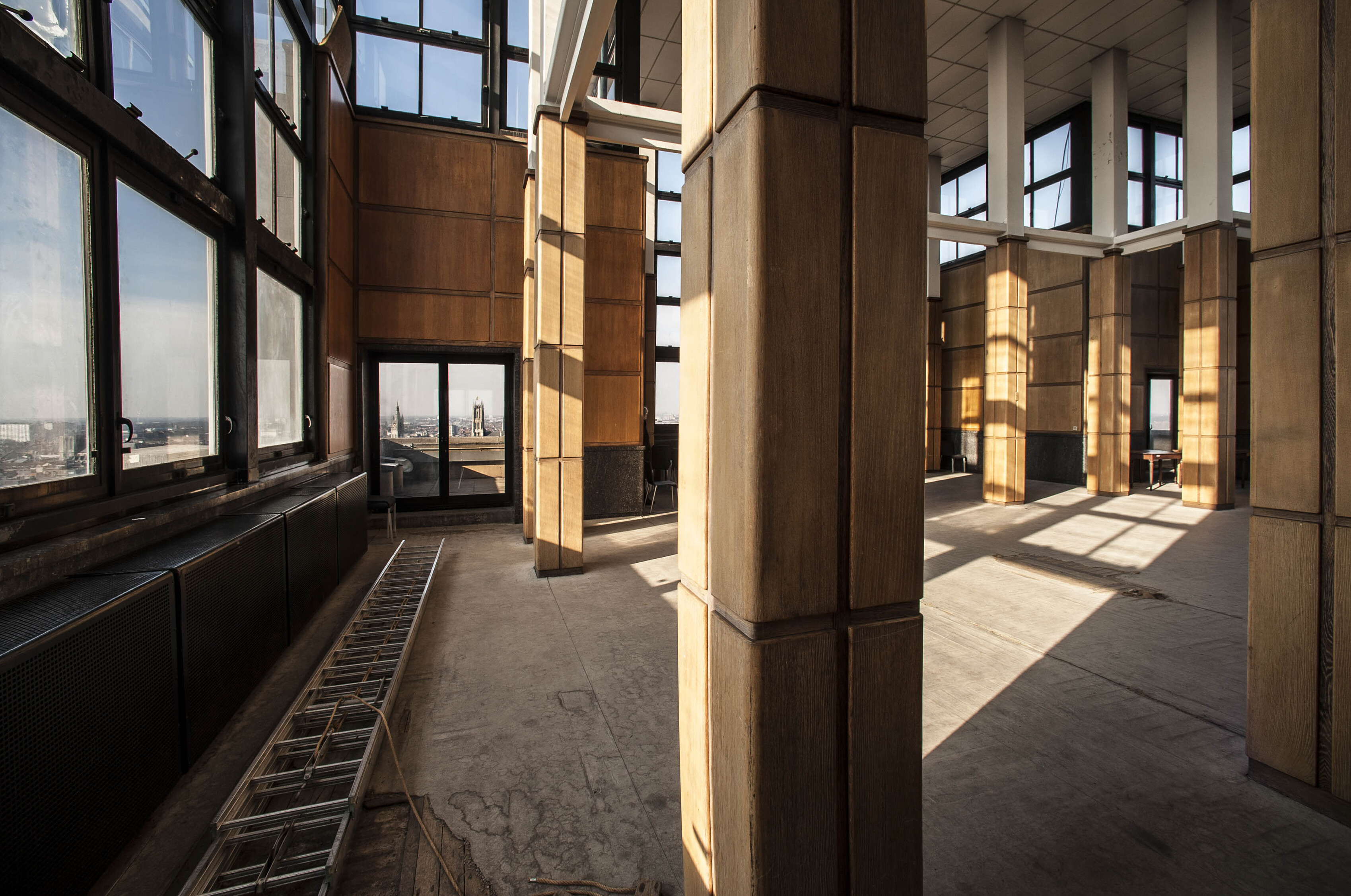
De belvedère voor de restauratie (2013).
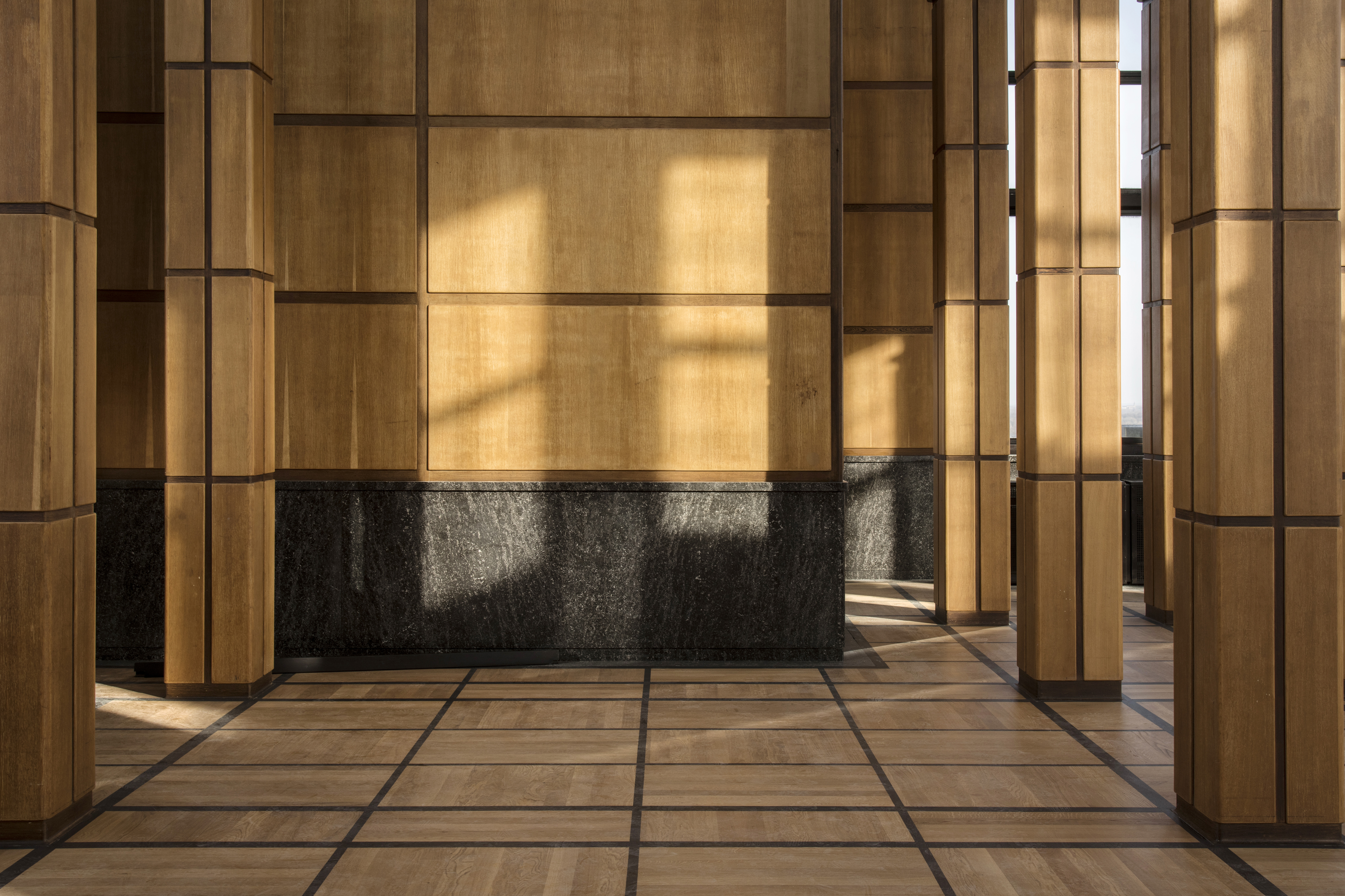
De gerestaureerde belvedère (2021).
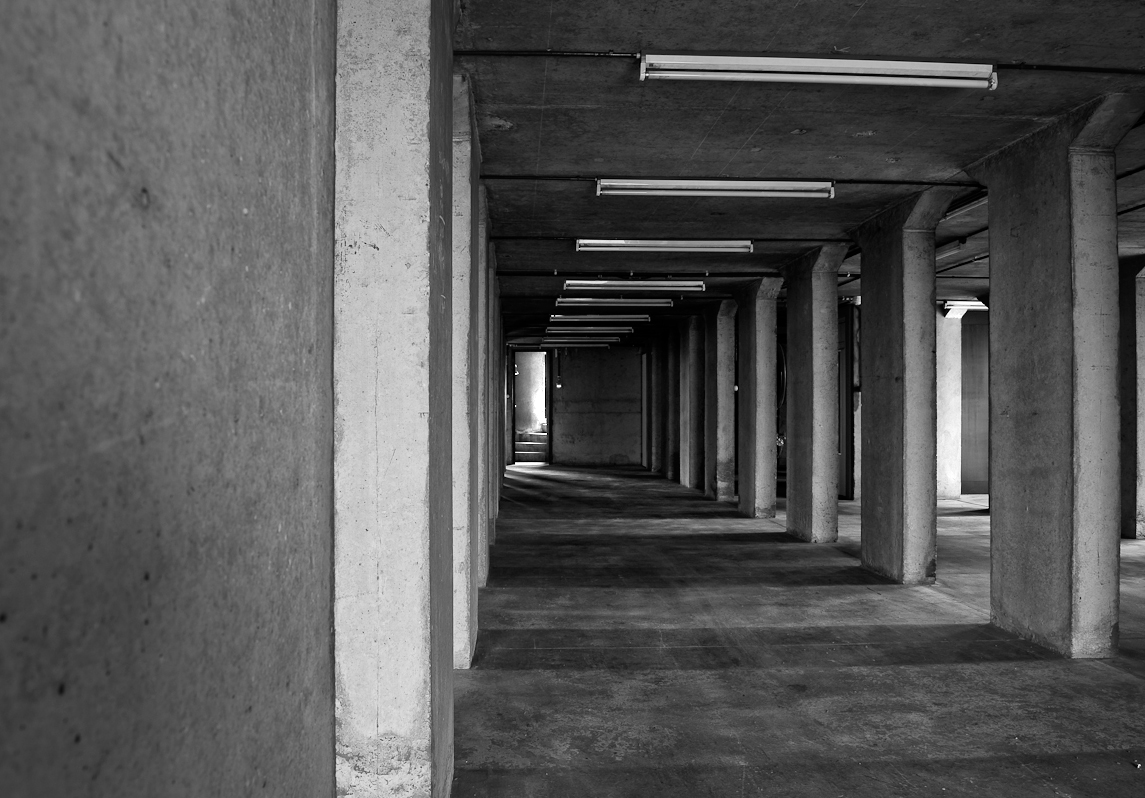
Structuur van een boekenverdieping in toren (2010)
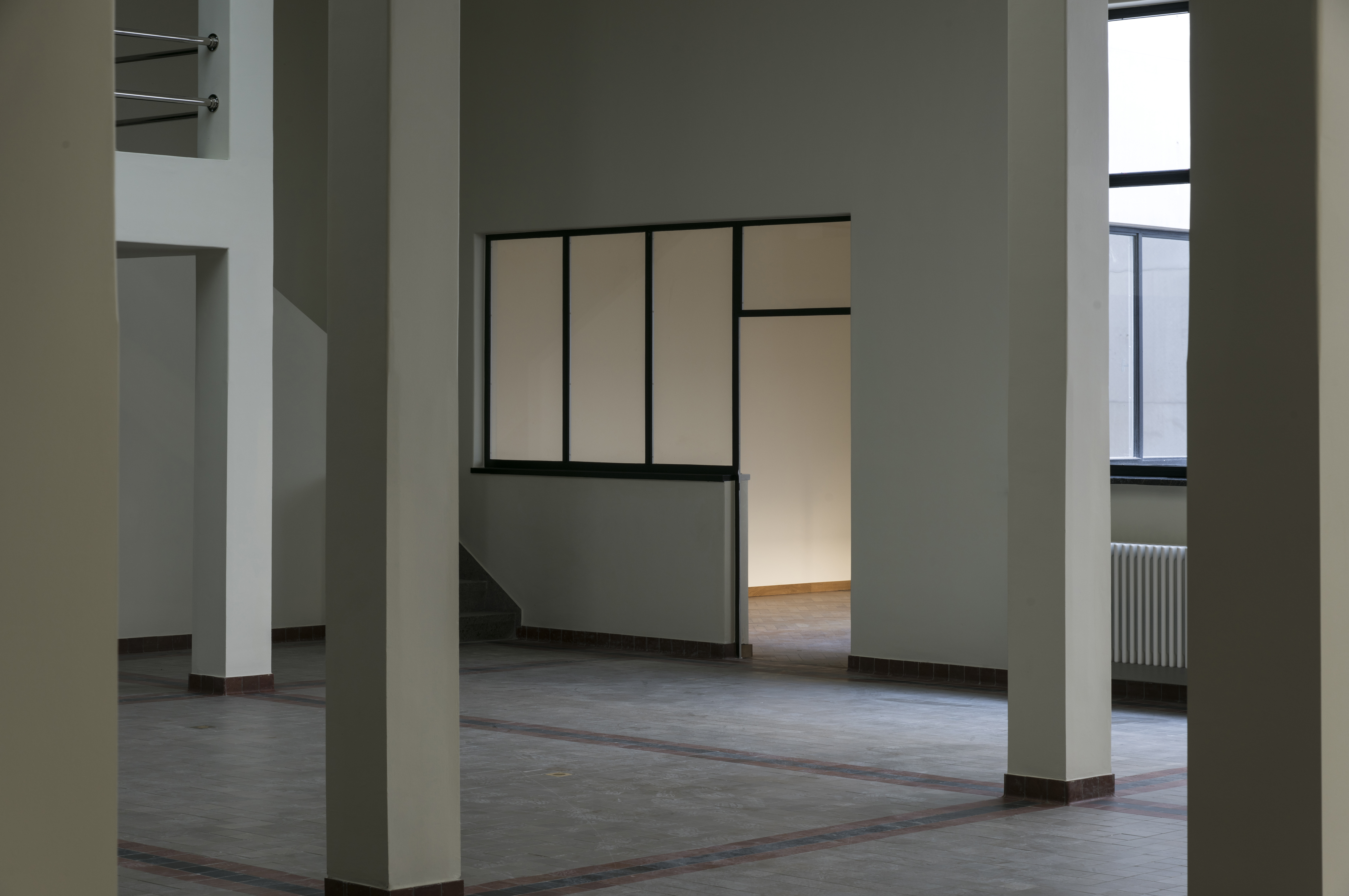
De nog lege leeszaal bijzondere collecties net na de restauratie (2021).
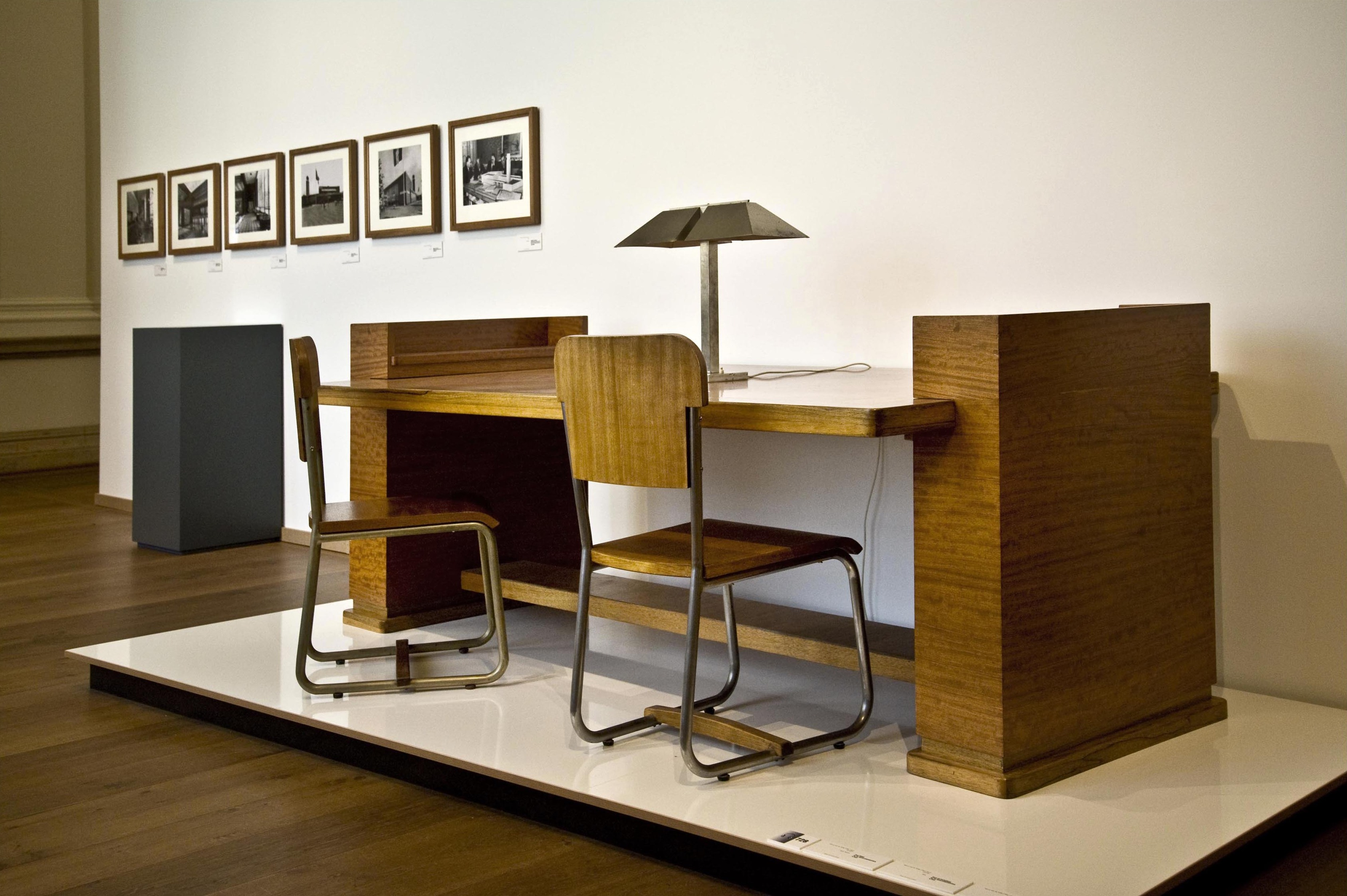
Door Van de Velde ontworpen meubilair voor de Gentse Boekentoren op een tentoonstelling in Weimar (2013)
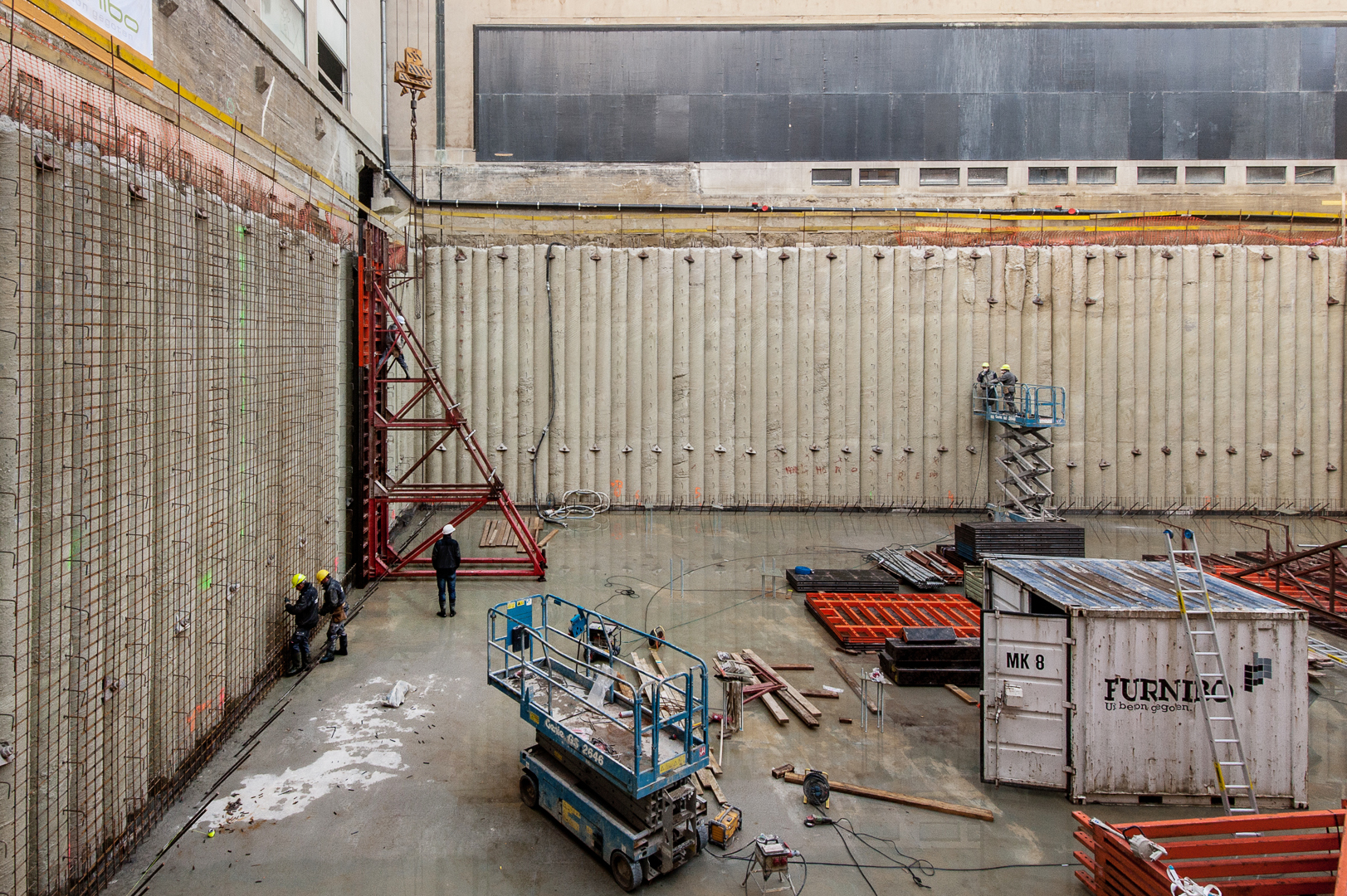
Bouw van het ondergronds depot onder de binnentuin (2012)